# Újcsanálos
Újcsanálos község Borsod-Abaúj-Zemplén vármegyében, a Miskolci járásban.

## Fekvése
A Hernád folyó völgyében, annak bal partján helyezkedik el, a megyeszékhely Miskolctól és Szerencstől is nagyjából azonos távolságra; a történelmi Zemplén, ezen belül a Harangod-vidék része.

### Megközelítése
Zsáktelepülés, csak közúton érhető el, a 3702-es útból kiágazó 37 101-es számú mellékúton.

## Története
A település ősi helyén már az Árpád korban is éltek, erre utalnak a mai Ócsanálos területén 2013-ban végzett ásatások leletei: nyílhegyeket, pénzérméket, pénzváltó mérleget, épületmaradványokat, kemencéket találtak a Herman Ottó Múzeum munkatársai.
Az első írásos említés az 1219-es évre tehető: a Váradi regestrumban szereplő Chyan, Gesztely északi szomszédja minden bizonnyal Csanálos. A település lakói a zempléni vár várjobbágyai voltak. A tatárjárás idején a falut teljesen felégették, a tatárok kivonulása után csak lassan szivárogtak vissza lakosai és az új betelepültek a legyilkoltak helyére.
A falut 1352-ben a bölcsi, ó(l)nodi Bölcsi, majd nevüket Czudarra változtató család tagja, Czudar Péter kapta meg Lajos királytól. A Czudar család később (Zsigmond király uralkodása alatt) felvette a Csanálossy nevet. A települést időnként Chanalos néven is emlegették a leírásokban.
A Magyar Nemzeti Levéltárban őrzött, 1471-ben kelt okiratban a falut Chanalus néven említették, és Zemplén vármegyéhez tartozott. A Csanálossy család utolsó sarja 1566-ban meghalt. Ekkor Gradecki Horváth Márknak (Szigetvár Zrínyi előtti várkapitánya) adományozta a király Szigetvár hősi védelméért. E család uralta egészen 1780-ig, de egy időben elzálogosították a Rozgonyiaknak. A török uralom alatt egy ideig még határvidékként szerepelt, így a törökök rabolni jártak be, majd később a falu behódolt. A Rákóczi szabadságharc alatt 1710-ben Máriássy Ádám alezredes kapta meg adományul. A szatmári békekötés után a visszakerült a korábbi tulajdonosokhoz. Ezidőtájt a leírásokban Hernád-menti vagy zempléni Csanálos néven is előfordul.
A felvidéki (pazdicsi) Szirmay András, a már említett gradeci család leszármazottját, Gradecki-Horváth Stanish Annát vette feleségül. Szirmay András nagyapja gróf Szirmay András, Tököly hadvezére, Rákóczi táblabírája volt. Az ő fia Szirmai Hugó, aki a pestisjárvány miatt megfogyatkozott munkáskezek pótlására 1817-ben 14 családot (58 fő) telepített be a felvidéki birtokáról, Veszverésről. Az áttelepített családoknak egész telket, házhelyet adományozott. Az áttelepültek leszármazottjai közül néhányan még a településen élnek. Ez a betelepítés alapozta meg az evangélikus leányegyház, majd a későbbi anyaegyház létrejöttét. A tanítói lakás Szirmai Hugó gróf adományából épült fel. Tanítót is ő hozott, és birtokot adományozott neki, majd később az evangélikus egyháznak is. A vasút megépülése (Újfalu) még a régi helyen lévő település gabonakereskedését is fellendítette. Az 1800-as évek közepétől a közigazgatás H-Csanálos, illetve Hernádcsanálos néven, a posta Zempléncsanálos néven különbözteti meg a másik, szatmári Csanálostól. Az 1849-es osztrák megtorlás során katonai népszámlálást tartottak, melyet 1857-ben újabb népszámlálás követett az adók behajtásának rendezése érdekében. Ekkor született döntés a falu áttelepítésére, mert a települést minden évben letaroló természeti katasztrófák miatt nem lehetett az adókat behajtani. 1860-ban a vármegye közreműködésével megkezdődött az új helyen a település telkeinek kimérése, kialakítása és kezdetét vette az átköltözés. A költözés fő oka a hiedelemmel ellentétben nem teljes mértékben az árvíz volt, hanem a Hernád menti sík rész és az országút közötti part geológiai viszonyai miatt kialakult suvadások, csuszamlások. A költözés vontatottan haladt, de az 1862-es évben a település nyugati felét letaroló tűzvész, a keleti oldalt elpusztító árvíz és fölcsuszamlás felgyorsította, így lényegében 1866-ban befejeződött.
A református imaház 1866-ra épült fel Szirmai Hugó adományából. Az evangélikus 1868-ban épült fel már az új helyen, szintén a gróf adományából, majd az 1872. évben új evangélikus templomot szenteltek fel az új településen. Szirmai Hugó fiúörökös nélkül halt meg 1866-ban, a templom felépültét már nem érhette meg. A szabadságharc leverése nagyon elkeserítette. Ekkor még az (öreg) Ócsanálos, Csanálospart és Újcsanálos egy közigazgatási egységet képezett.
Az 1800-as évek végén és az 1900-as évek elején a falu lakói közül sokan többször is megjárták Amerikát. Az első világháború után báró báró Prónay Gábor, báró Prónay György és a Majzler család tulajdona lett a falu határának nagyobb része.
Az új helyen a település neve 1905-től Újcsanálos, közigazgatásilag pedig hozzátartozik Ócsanálos és a Part is. Ezen az új helyen 1907-re épült fel a református templom, majd 1910-re az evangélikus templom. A tanácsköztársaság harcai során a bevonuló románok a falu néhány házát felégették, köztük a templomtornyot is. A két háború között ismét fejlődésnek indult a település, Hangya Fogyasztási és értékesítési szövetkezet, Hitelszövetkezet, Terménykereskedő Futura szövetkezeti magtár és begyűjtőhely is működött.
A második világháború harcai a településen nagyon elhúzódtak, kitelepítésre is sor került az ún. vadvizesre. Messzebbre akarták, de a Szalai tisztelendő úr által bújtatott, a német hadseregből dezertált kolozsvári zsidó orvos orosztudásának köszönhetően csak a vadvizesig kellett menniük. A harcok során a település kétszer cserélt gazdát. A háború borzalmait, kegyetlenkedéseit így a falu lakosai is nagyon megszenvedték. A háborúban elesett, fogságba került csanálosiak számát még tovább növelte a málenkij robotra elhurcoltak száma.
1950-ben a Hernád nyugati oldalán lévő települést közigazgatásilag Ongához csatolták és Ócsanálos néven ismert a továbbiakban. A két település valójában ekkor vált külön. A háború utáni újjászervezés során a településnek kiemelt szerepet szántak: itt építették fel a gépállomást, ez a kiemelt szerep hozta el már az 50-es évek elején a villanyt, megelőzve vele több környékbeli falut is. Megalapították a parasztgimnáziumot, mely sok helybéli fiatal tanulmányainak beindítója lett, közülük került ki orvosprofesszor, külügyminiszter, mérnök is.

## Közélete

### Polgármesterei
- 1990–1994: Kamenyiczki Lajos (független)[18]
- 1994–1998: Kamenyiczki Lajos (független)[19]
- 1998–2002: Kamenyiczki Lajos (Zempléni Településszövetség)[20]
- 2002–2006: Dávidházyné Győrfi Erzsébet (független)[21]
- 2006–2010: Perge István (MSZP)[22]
- 2010–2014: Perge István (független)[23]
- 2014–2019: Csáki Lajos (független)[24]
- 2019–2024: Csáki Lajos (független)[25]
- 2024– : Perge István (független)[1]

## Népesség
A település népességének változása:
| Lakosok száma | 893  | 857  | 861  | 801  | 777  | 777  | 722  |
|               | 2013 | 2014 | 2015 | 2021 | 2022 | 2023 | 2024 |

A 2001-es népszámlálás adatai szerint a településnek csak magyar lakossága volt.
A 2011-es népszámlálás során a lakosok 88%-a magyarnak, 7,5% cigánynak, 0,9% németnek, 0,2% szlováknak mondta magát (12% nem nyilatkozott; a kettős identitások miatt a végösszeg nagyobb lehet 100%-nál). A vallási megoszlás a következő volt: római katolikus 14,8%, református 45,4%, görögkatolikus 2,5%, evangélikus 4,2%, felekezeten kívüli 12,3% (20,3% nem válaszolt).
2022-ben a lakosság 85,7%-a vallotta magát magyarnak, 3,7% cigánynak, 0,5% németnek, 0,4% románnak, 0,3% szlováknak, 1,8% egyéb, nem hazai nemzetiségűnek (14,2% nem nyilatkozott; a kettős identitások miatt a végösszeg nagyobb lehet 100%-nál). Vallásuk szerint 9,4% volt római katolikus, 30,5% református, 2,1% görög katolikus, 0,4% egyéb keresztény, 3,5% evangélikus, 5,3% felekezeten kívüli (48% nem válaszolt).

## Nevezetességei
- Református templom, 1907-ben épült. Evangélikus temploma 1910-re készült el.

## Híres emberek
- Csaba Gyula (1884–1945) evangélikus lelkész. Újcsanáloson 1907 és 1914 között szolgált. Ezt köveően lett Péteri település evangélikus lelkésze, ahol 1945-ben kegyetlenül meggyilkolták.[29]
- Csaba Gyula (1909-1991) geodéta. Halálával nagy veszteség érte a magyar földmérő társadalmat, írta halálakor a Békés megyei Geodéziai Hivatal.[30]
- Ilkovits Jakab Izidor (1889-1949) A Magyar Életrajzi Lexikon harmadik kötetének végén található egy fogalommá lett szó — „Ilkovits” — viselőjéről, Ilkovits Izidorról is írtak. Ő volt, aki üzletében először bevezette Budapesten 1926-ban a tálcás önkiszolgálást, sőt maga tervezte kiszolgáló automaták is voltak étkezdéjében a Nyugati pályaudvar mellett.[31]
- Nagy János (politikus) (1928-2019), indonéziai, később más kelet-ázsiai államokba (Burma, Nepál, Kambodzsa) delegált, majd washingtoni, később bécsi nagykövet, minisztériumi osztályvezető; a Páneurópai piknik egyik szervezője.
- Dr. Molnár Lajos (1929), az orvostudományok kandidátusa, szív és érsebész. A csepeli kórház igazgatójaként ment nyugdíjba, feleségével Detre Annamáriával Budapesten él. A Borsod-Abaúj-Zemplén Megye Budapesti Baráti Körének létrehozója és ma is aktív tagja.[32]
- Zsugyel Bertalan (1899–1952) járásbíró Monokon. A Recsi tábor foglyaként halt meg 1952-ben. A váci rabtemetőben földelték el, újratemetésére a rendszerváltást követően került sor.[33]